# Mały Dom Żupny w Lewoczy

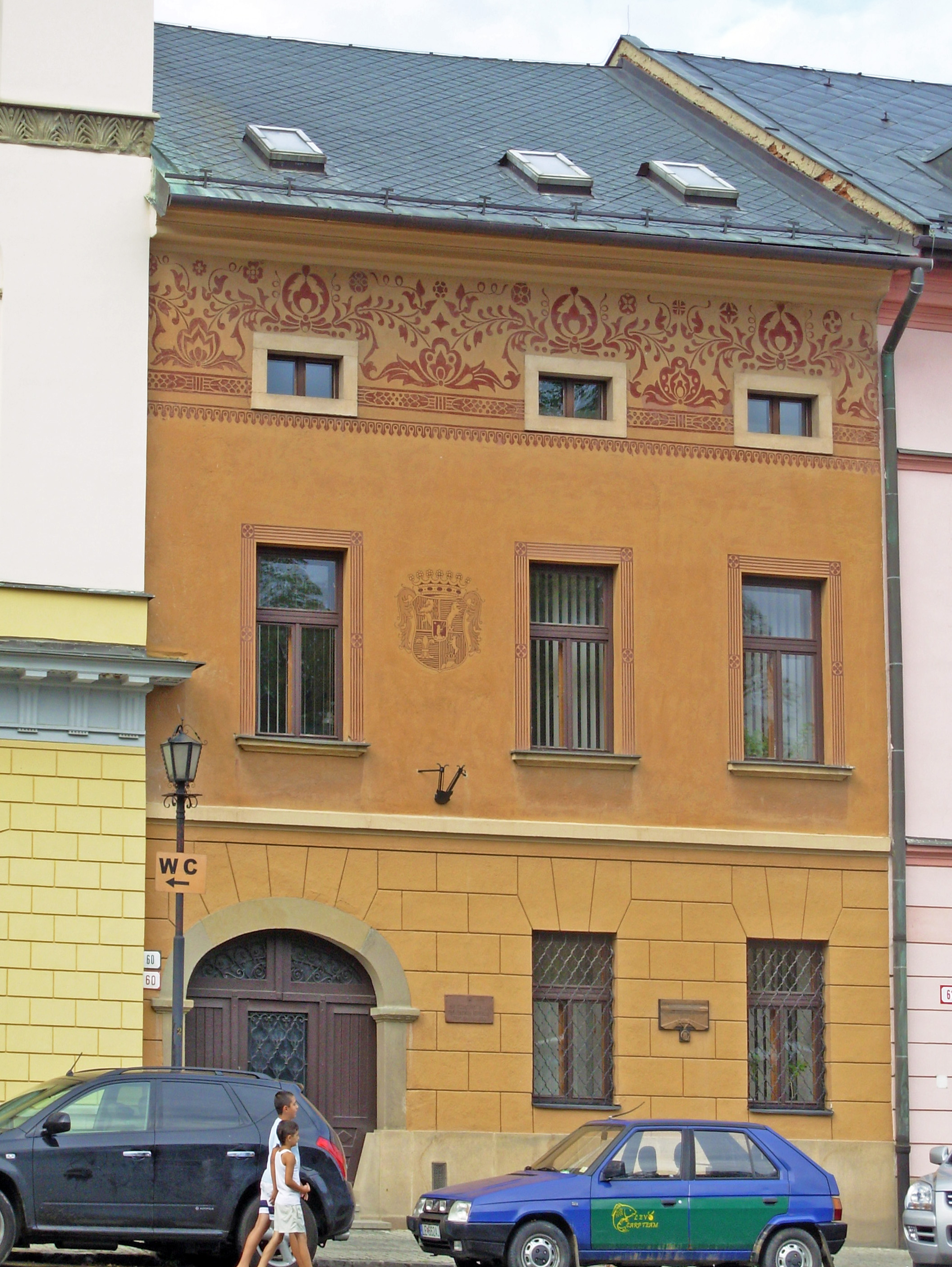
Mały Dom Żupny w Lewoczy (Nám. Majstra Pavla 60)

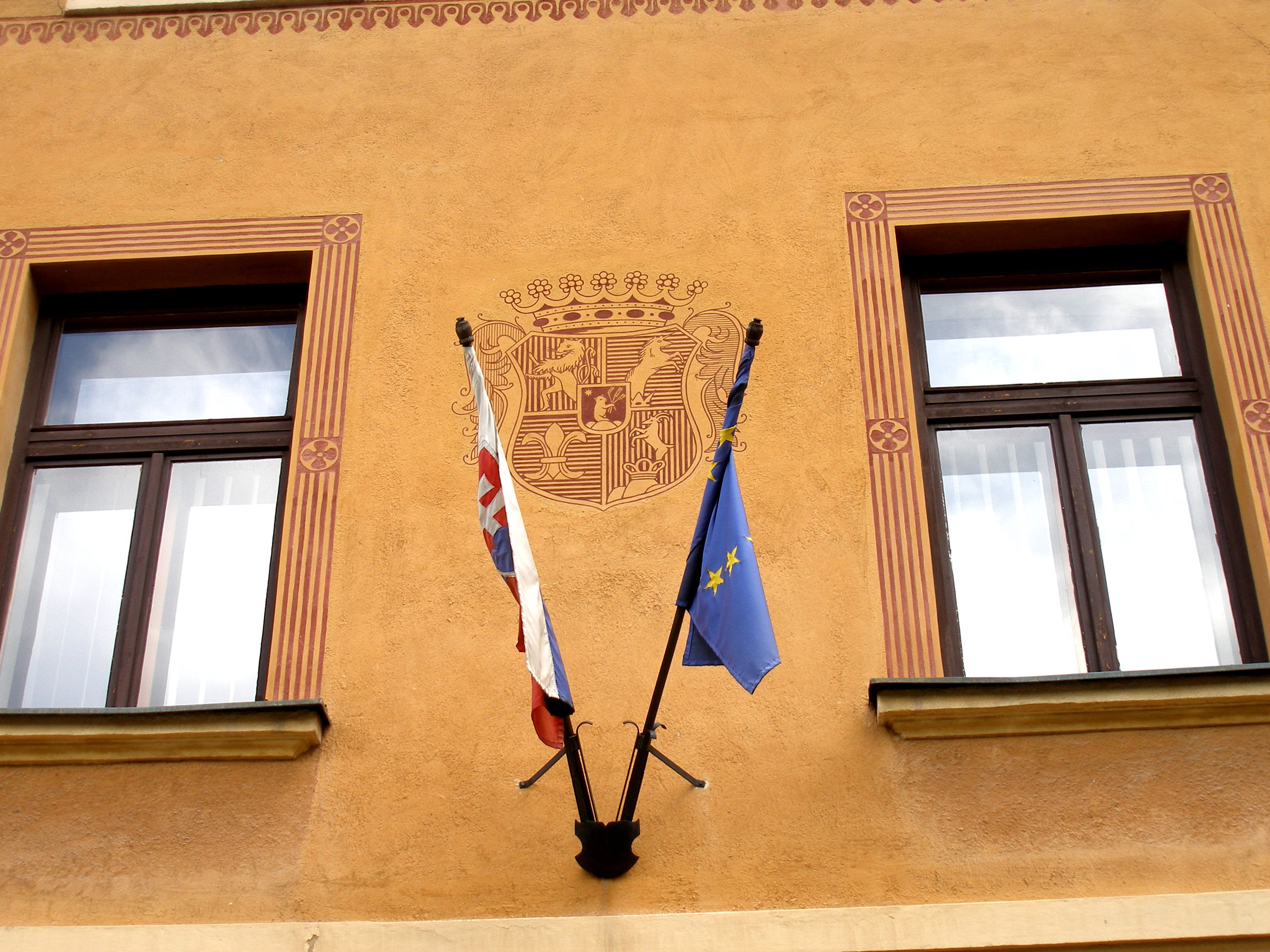
Mały Dom Żupny w lewoczy, szczegół z herbem żupy spiskiej

Mały Dom Żupny (słow. Malý župný dom) – zabytkowa budowla w Lewoczy w północno-wschodniej Słowacji, pierwotna siedziba żupy spiskiej. Budynek znajduje się w północnej pierzei wydłużonego rynku lewockiego – obecnie Námestie Majstra Pavla nr 60.

## Historia
Od XVI w. do roku 1923 Lewocza była siedzibą żupy spiskiej. Administracja żupy ulokowała się w samym centrum miasta, w przebudowanym budynku mieszczańskim, usytuowanym w otoczeniu innych domów zamożnych mieszczan. Funkcjonowała w nim do czasu przeniesienia się w latach 20. XIX w. do sąsiedniego – znacznie większego i wygodniejszego Wielkiego Domu Żupnego w sąsiedztwie. Usytuowany w tylnym trakcie budowli areszt funkcjonował tu do 1902 r., kiedy to przeniesiono go do budynku sądu krajowego. W 1911 r. w starym budynku urządzono archiwum żupy spiskiej, zawierające dokumenty sięgające do XIII w. Obecnie również mieści się tu archiwum. Mieszczący się w budynku oddział Archiwum Państwowego (słow. Spišský archív v Levoči) posiada w swoich zbiorach wiele cennych dokumentów. Najdłuższym z nich jest pergaminowy rotulus notariusza Jána z Gostyňa z 1332 r., liczący 14,63 m długości. Najpiękniej zdobionym jest natomiast list herbowy (łac. litterae armales) cesarza Rudolfa II z roku 1588. Natomiast najbardziej osobliwą jednostką archiwalną jest zbiór zdjęć rentgenowskich, wykonanych w l. 1898-1909 przez prekursora radiologii w ówczesnym Królestwie Węgier, dra V. Alexandra z Kieżmarku.

## Architektura
Budynek w stylu renesansowym. Murowany, pierwotnie dwukondygnacyjny. Trzecia kondygnacja dobudowana zapewne po zabudowie dawnej attyki i pokryciu budynku dachem dwuspadowym. Fasada trójosiowa, o lewym polu (zawierającym bramę wejściową) nieco szerszym od pozostałych, w kondygnacji parteru pokryta boniowaniem. Pod górnym gzymsem fryz wykonany techniką sgraffito o motywach geometrycznych i roślinnych. Brama nakryta płaskim łukiem, okna prostokątne; w kondygnacji piętra otwory okienne obwiedzione wąskimi opaskami sgraffitowymi. Również w kondygnacji piętra, między pierwszym od lewej a środkowym oknem wykonany techniką sgraffita herb żupy spiskiej (dekoracje te pochodzą z 1911 r.).